# Va-банк
«Va-банк» (англ. Runner, Runner) — американский криминальный драматический триллер 2013 года режиссёра Брэда Фурмана по сценарию Брайана Коппельмана и Дэвида Левина. 
В главных ролях Бен Аффлек, Джастин Тимберлейк и Джемма Артертон. 
Премьера в СНГ (не во всём) состоялась 26 сентября 2013 года, в США — 4 октября.

## Сюжет
Ричи Фёрст — студент Принстонского университета, бывший работник крупной компании, распавшейся из-за кризиса 2008 года. Из-за рекламы онлайн-казино ему грозит отчисление, если он не прекратит распространять азартные игры в университете, поэтому из-за нехватки средств на оплату обучения он решается сыграть в онлайн-покер на все деньги, что у него остались. Но, в итоге, он потерял все деньги, проиграв человеку, коэффициент побед у которого во много раз отличается от среднего по ресурсу. В итоге он решает найти Айвена Блока, владельца данного казино, в надежде, что тот восстановит ему потерянное.
Для этого Ричи отправляется в Коста-Рику, где находится Айвен. Благодаря люминесценции через камеру наблюдения он передаёт послание, из-за чего его задерживает охрана и приводит к Айвену, где Ричи рассказывает о случившемся, и его уводят с вечеринки. Далее его приводят на яхту, где Айвен рассказывает о взломе казино, возвращает герою все деньги и предлагает остаться работать в компании, на что Ричи соглашается. Также рассказывается про несогласие Айвана и Герреро, уполномоченному по игорному бизнесу в Коста-Рике, на тему цены за работу Герреро.
Ричи становится успешным работником и всё идёт хорошо, пока его не похищает агент Шаверс. Шаверс обвиняет Айвена в преступлениях и под угрозой тюрьмы и невозможности получить лицензию на работу в казино и на Уолл-стрит заставляет Ричи работать на себя. Ричи рассказывает о произошедшем Айвену, тот его успокаивает и говорит, что Шаверс просто завидует и ничего не может сделать.
Затем Ричи помогает в ряде незаконных поступков для Айвена и казино, попутно сближаясь с Ребеккой. В одном из таких заданий его избивают люди Герреро за недоплату, из-за чего Ричи ругается с Айвеном, и тот говорит, что Ричи — его подчинённый и должен делать, что он скажет. Ричи пытается сбежать из страны, но ему подкидывают героин, и появившийся Шаверс говорит, что если Ричи ему не поможет, то сядет в тюрьму за наркоторговлю. Меж тем, Кронин выясняет, что всё, что говорил Шаверс, правда, и что Айвен замешан с денежными махинациями в своём казино.
Айвен сообщает, что перекупил все долги отца Ричи и теперь только он может что-то делать с ним. Затем Кронин по телефону сообщает, что раскопал что-то на Айвена и просит Ричи приехать, но в этот момент подручный Айвена Вилсон предлагает прокатиться куда-то. Он привозит Ричи к месту обитания крокодилов, где Айвен сбрасывает в реку Герреро за то, что он избил его человека. После этого происшествия Ричи приезжает домой, но Кронина там нет, а все вещи перевёрнуты. Туда же подходит Ребекка и сообщает ему, что через несколько дней они уежают, а все стрелки падут на него.
Шаверс находит Ричи и сообщает, что подставит его перед Айвеном, если тот ему не поможет. Дома Ричи находит флешку со всеми уликами, которую оставил Кронин, и узнаёт, что Айвен всё переписал на него, чтобы отвести от себя подозрения. Тогда он договаривется с пилотом самолёта Айвена, и самолёт приземляется в Пуэрто-Рико, где Шаверс арестовывает Айвена. Ричи передаёт флешку с доказательствами Шаверсу и улетает на самолёте Айвена вместе с Ребеккой.

## В ролях
| Актёр              | Роль                |
| ------------------ | ------------------- |
| Бен Аффлек         | Айвен Блок          |
| Джастин Тимберлейк | Ричи Фёрст          |
| Джемма Артертон    | Ребекка Шафран      |
| Энтони Маки        | агент ФБР Шаверс    |
| Бен Шварц          | Крэйг               |
| Оливер Купер       | Эндрю Кронин        |
| Дэвид Костабайл    | профессор Хорнштейн |
| Сэм Палладио       | Шекки               |
| Лоуренс Мэйсон     | губернатор          |
| Дайо Окенаи        | Лайонел             |

## Съёмки
Съёмки проходили в Пуэрто-Рико и Принстоне.